# コンスタル13N
13N（Konstal 13N）は、ポーランドのコンスタル（現：アルストム・コンスタル）によって製造された路面電車車両。

## 概要

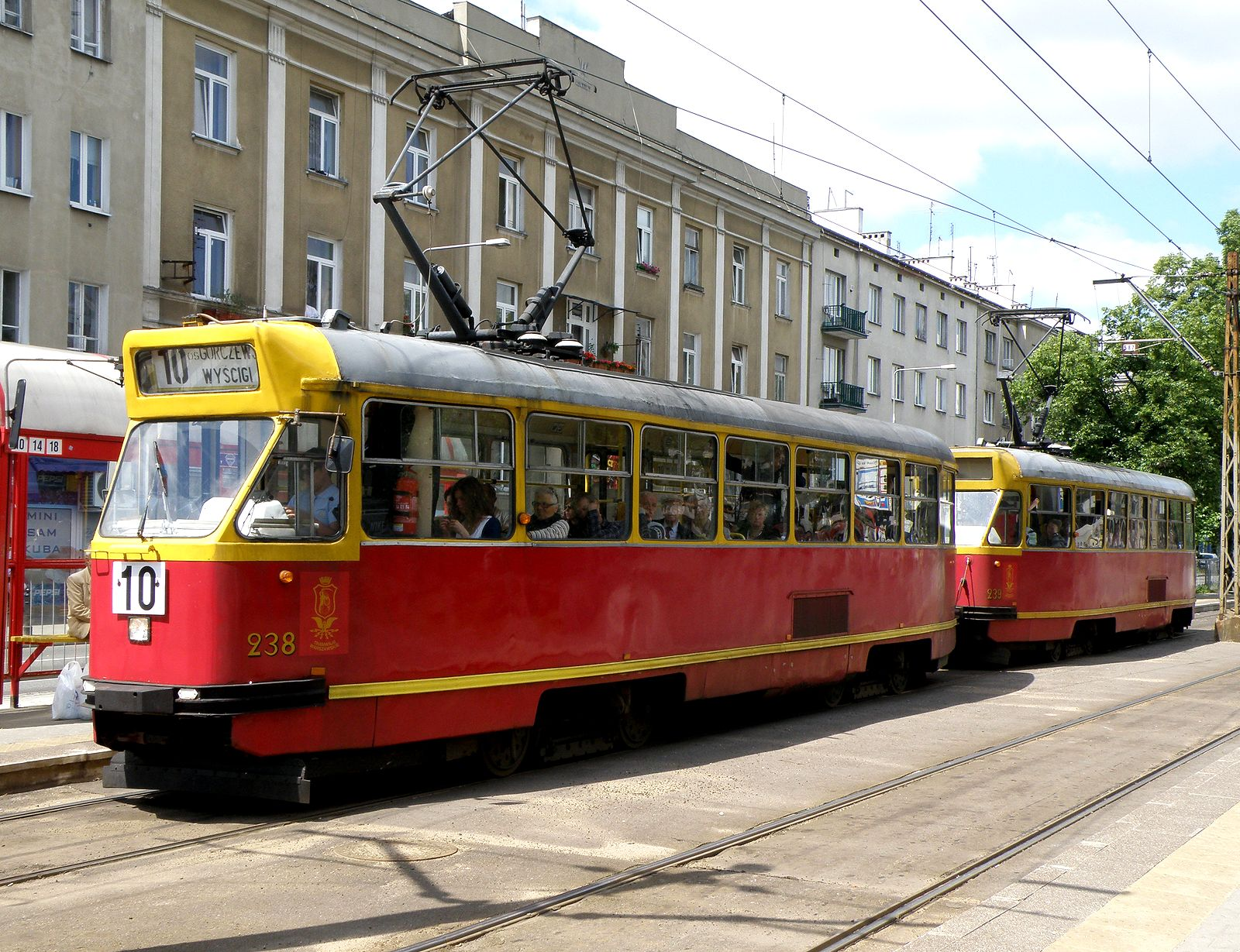
扉が無い側面から見た13N

第二次世界大戦後のポーランドの路面電車は復興に伴い利用客が急増し、それまでの主力だった小型二軸車の収容力不足が課題となっていた。それを受け、アメリカで開発された高性能路面電車・PCCカーの技術を用い、チェコスロバキア（現：チェコ）のタトラ国営会社スミーホフ工場（→ČKDタトラ）で製造されたタトラT1が1955年に2両輸入され、翌1956年にはそれを基にした試作車である11Nが製造された。
しかし、量産車についてはタトラカーの技術を用いず、1959年にPCCカーに関する特許を有していたアメリカのTRC（Transit Research Corporation）から直接ライセンスを獲得したうえで生産する事となった。そして同年から量産が始まったのが13Nである。
起終点にループ線がある線形に合わせ、運転席はパンタグラフが設置されている方向にのみ存在する片運転台式で、扉も車体の片側に3箇所設置されている。電装機器はベルギーのACECが製造したものを使用している。

### 車種
- 13N - 基本形式。1両での運転が可能な単車。
- 13NS、13NSD - 連結運転を前提とした車両。13NSDは運転席が未設置であった。
- 15N - 2車体連接式の試作車両。

## 運用

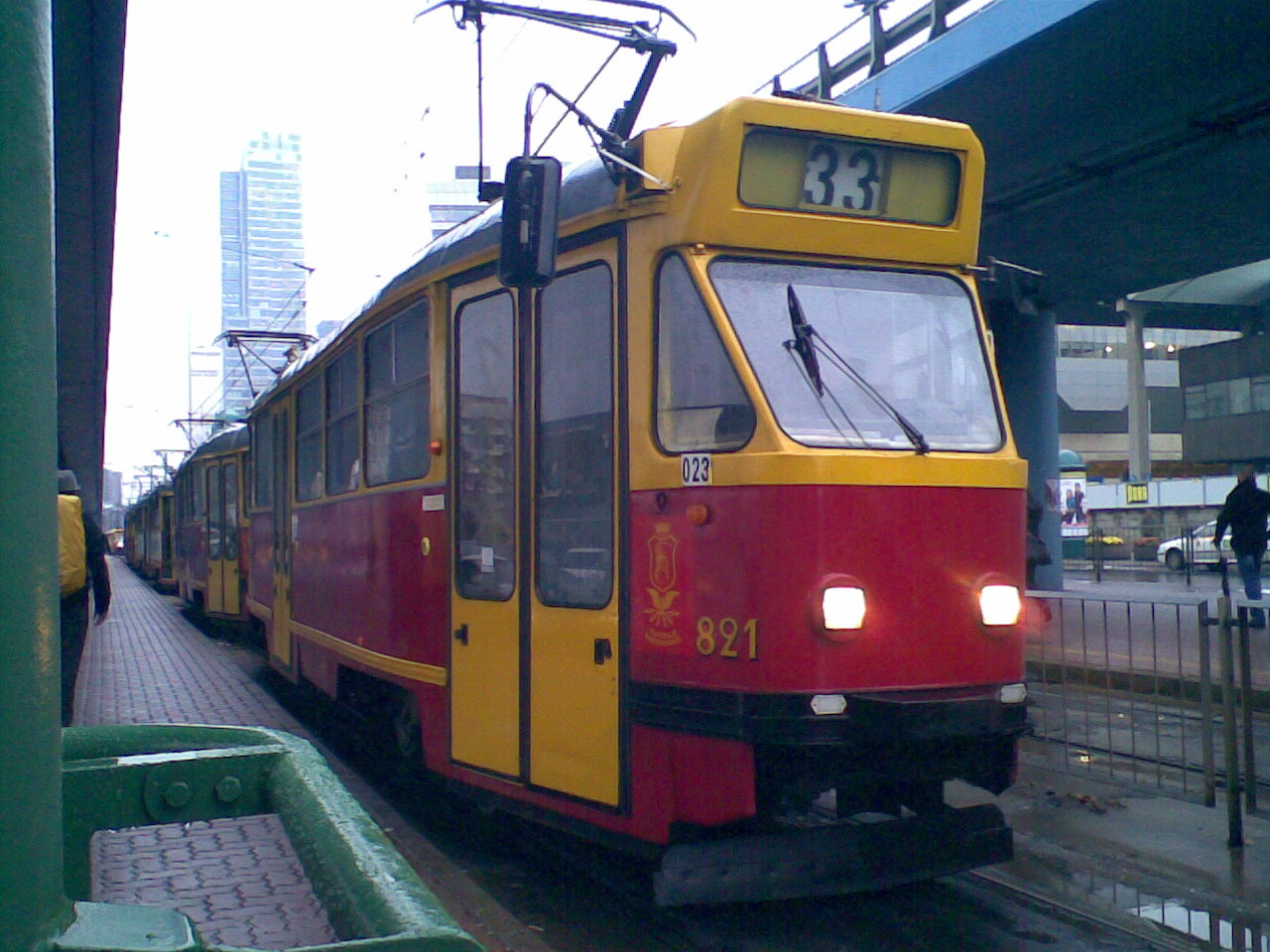
リニューアル改造が行われた821＋818編成

1959年から1969年にかけて842両が製造され、シレジア・インターアーバンに導入された4両を除いてワルシャワ市電で用いられた。そのうち2両（821、818）については1994年にリニューアル改造が行われ、扉や電子機器が交換され、前照灯が変更された事に加え、818の運転台が撤去され2両編成を組むようになった。
50年以上に渡って活躍を続けたが後継の超低床電車への置き換えが進んだため、2012年12月31日から2013年1月1日にかけてワルシャワ市電で行われた特別運転を最後に営業運転から引退した。

## 余談
チェコスロバキアや東ドイツなどかつての東側諸国の路面電車路線には、1949年に結成された経済相互援助会議以降、ČKDタトラが製造した路面電車・タトラカーが標準車両として導入されていた。しかしポーランドへの導入は1955年のタトラT1や1993年以降のタトラRT6N1、国外からの譲渡車両など少数に留まり、13N以降の新型車両についてはコンスタル製の独自車両が長期に渡って導入される事となった。